# Kasteel van Quintin
Het Kasteel van Quintin (Frans: Château de Quintin) is een kasteel in de Franse gemeente Quintin. Het kasteel van Quintin bestaat in feite uit twee kastelen: twee kastelen in hetzelfde park, in het hart van het karakteristieke stadje Quintin: een 18de-eeuws kasteel, onvoltooid, op 28 mei 1951 geklasseerd als historisch monument, en een 17de-eeuws kasteel, dat sinds 4 november 19832 als historisch monument is geklasseerd.